# Каховський Михайло Васильович
Михайло Васильович Каховський (Коховський, рос. Каховский Михаил Васильевич; 1734—1800) — російський генерал-аншеф катерининської епохи (з 1784; 1796 — генерал від інфантерії). Перший могильовський губернатор (1773—1779). Командувач військами під час російсько-польської війни 1792 року. У 1791—1796 роках нижньогородський генерал-губернатор. Його брат Василь Васильович Каховський — генерал-майор, правитель Таврійської області і губернатор Катеринославської губернії.

## Життєпис

### Ранні роки
Представник дворянського роду Каховських. Виховувався в сухопутному шляхетськом корпусі. На військовій службі з 1752 року. Брав участь у Семирічній війні починаючи з 1758 року і був у битвах при Цорндорфі, при Пальцигу і Кунерсдорфі. У 1760 році підвищено в поручики; у тому ж році призначений бути при австрійському генералові Лаудоні, при якому і знаходився під час блокади Бреславля, у битві при Легниці і при відступі після битви, потім знаходився в корпусі графа Чернишова при узятті Берліна.
З 1761 року — капітан. У 1766 році Каховський був представлений у бригадири; у 1768 році призначений генералом-квартирмейстером в армію князя О. М. Голіцина, з якою і взяв участь в кампанії 1769 року проти турок (Хотин); у 1770 році перейшов в армію П. І. Паніна (Бендери), а у 1771-му — в армію князя Долгорукова-Кримського В. М., що діяла в Криму. У 1770 році був нагороджений орденом Святої Анни.

### У Білорусі
Відмінні здібності Каховського як офіцера Генерального штабу і адміністратора висунули його з ряду інших; у 1771 році він був представлений у генерал-майори, і йому було надано командування над особливим загоном, призначеним тримати кордон по річках Західній Двіні і Дніпру, «для загородження прилеглого до Польської Литви кордону нашого» (рос. для заграждения прилегающей к Польской Литве границы нашей) і проведення «екзекуцій» в маєтках польських магнатів, відмічених у протидії діям російського уряду в Польщі.
У 1772 році Каховський був призначений губернатором Могильовської губернії, приєднаної до Росії після першого розділу Польщі. Згодом сенат ставив у приклад іншим намісникам заходи, прийняті Каховським з забезпечення населення губернії хлібом, будівництва шляхів сполучення, облаштування поштового зв'язку тощо.

### У Криму
У 1779 р. Каховський призначений бути членом Військової колегії, а в 1783 — командувачем окремим корпусом, брав участь в операціях в Криму, що закінчилися анексією його Росією. У 1784 р. представлений у генерал-аншефи.
У 1785 р. нагороджений орденом Святого Олександра Невського.
З початком другої турецької війни (1787) Каховський призначений бути командувачем 2-ю дивізією Катеринославської армії і управителем Таврійської області. Для протидії висадці турків в Криму він пропонував, не обороняючи узбережжя півострова, відступити вглиб оборони, зосередити весь Кримський корпус або велику його частину й атакувати.
У 1791 р. князь Потьомкін, котрий оцінив здібності Каховського в управлінні Кримом і таким, хто старанно рекомендував його відтоді імператриці, викликав його з Криму в армію, де він взяв участь в облозі Анапи, а після від'їзду Потьомкіна з армії і швидкої його смерті вступив у командування армією і Чорноморським флотом.
Втім, вести військові дії як командувачу Каховському не довелося, бо в цей час вже велися мирні переговори, і йому випало лише вивести армію з театру ведення війни і розташувати в прикордонному районі.

### У Речі Посполитій
Услід за тим почалися приготування до нової війни з Польщею, і Каховському було довірено командування над 65-тисячною Українською армією, призначеною для дій проти головних сил князя Юзефа Понятовського на Поділлі та Волині.
Каховський склав план, за яким головні сили армії (корпуси Голеніщева-Кутузова і Дуніна) повинні були вторгнутися до Польщі з боку Дністра і діяти в обхват правого флангу поляків; корпус Дерфельдена повинен був рушити через Ольвіополь проти лівого флангу противника, а корпус Леванідова — діяти з тилу.
Діючи згідно з цим планом, Каховський змусив ворожу для Росії армію після ряду дрібних боїв відступити за Буг, на берегах якого у с. Дубенки і завдав полякам настільки сильної поразки, що король Станіслав Август Понятовський визнав подальший опір неможливим, приєднався до Тарговицької конфедерації і послав своєму племінникові Йосипу наказ припинити військові дії.
Останній, проте, не відразу підкорився і спробував раптовим нападом біля Маркушева обернути військовий успіх на користь Польщі. Проте передбачливий і обережний Каховський не дав застати себе зненацька, відбив напад і, здолавши за 72 дні понад 700 верст від Дністра до Вісли, захопив Варшаву. Ця перемога спричинила другий розділ Польщі, а Каховський 28 червня 1792 був нагороджений орденом Святого Андрія Первозванного.

### Останні роки
Через зіткнення з молодим графом Зубовим, що мав широкі зв'язки при дворі, Каховський пішов з армії і був призначений пензенським і нижньогородським генерал-губернатором. У 1794 р. йому знову було надано командування над військами в Криму зі збереженням звання генерал-губернатора названих вище губерній.
Після вступу на престол імператор Павло I надав Каховському звання генерала від інфантерії, призначивши начальником Таврійської дивізії і (з 1798 р.) шефом Севастопольського мушкетерського полку. У 1797 році він подарував Каховському графську гідність, але благовоління російського імператора продовжувалося недовго. У лютому 1800 р. «за старістю років і непомірну його відставку нижніх чинів» (рос. за старостью лет и неумеренную им отставку нижних чинов) Каховський був відставлений від служби і в тому ж році помер.

## Сім'я
Діти:
- Олександр (1768—1827)
- Олександра (?—1812), фрейліна; одружена з Д. М. Арсеньєвим
- Катерина (?—1832), одружена з П. І. Арсеньєвим